# Maria Abundantia Theresia von Griming
Maria Abundantia Theresia von Griming OSB († 2. Januar 1702 auf Frauenwörth) war eine deutsche Benediktinerin. Von 1686 bis 1702 war sie Äbtissin des Klosters Frauenchiemsee, das auch als Frauenwörth bezeichnet wird.

## Leben
Theresia von Griming kam 1646 nach Chiemsee und nahm den Ordensnamen Maria Abundantia an. Griming wurde 1686 nach dem Tod von Maria Euphrosina Ettenauer zur Äbtissin gewählt. Eine im April 1697 durchgeführte Visitation ergab keine Beanstandungen. In ihrer Amtszeit wurde die Klosterkirche 1688 bis 1702 mit heute noch erhaltenen Altarretabeln im barocken Stil ausgestattet.
Sie starb am 2. Januar 1702 auf Frauenwörth und ist auf der Insel begraben.